# Lilian Uppenberg
Lilian Margareta Uppenberg, född 13 maj 1938, är en svensk tecknare.
Hon är dotter till disponenten Lennart Uppenberg och Gobi Uppenberg samt gift i augusti 1962 med jur. kand. Sören Nilsson från Husum. Hon medverkade i utställningen Unga tecknare på Nationalmuseum 1957 med ett självporträtt utfört med teckningskol. Som illustratör illustrerade hon bland annat Nils Brage Nordlanders bok Kom och banta med oss och ett flertal böcker för Kajs Tidholm.